# 三浦翔平
三浦 翔平（みうら しょうへい、1988年〈昭和63年〉6月3日 - ）は、日本の俳優、ファッションモデル。東京都調布市出身、バーニングプロダクション所属。妻はモデル、タレントの桐谷美玲。

## 略歴
2006年、『E娘!』に4回と『GOOD LOOKIN′CLUB』にレギュラーでそれぞれ出演している。2007年、「第20回ジュノン・スーパーボーイ・コンテスト」で「フォトジェニック賞」と「理想の恋人賞」を受賞する。2008年、テレビドラマ『ごくせん 第3シリーズ』に生徒役で出演し、俳優デビューを果たす。2010年、初主演舞台『SAMURAI 7』を演ずる。
2011年、映画『THE LAST MESSAGE 海猿』で第34回日本アカデミー賞新人俳優賞を受賞する。2017年7月期に、『警視庁いきもの係』（フジテレビ系、日曜21時）および『僕たちがやりました』（関西テレビ・フジテレビ系、火曜21時）という同一系列の2本の連続ドラマでいずれも刑事役を演じた。
2018年7月24日、ドラマ『好きな人がいること』での共演をきっかけに交際していた桐谷美玲と婚姻届を提出し、結婚、翌7月25日に桐谷との連名で報告した。同年12月16日にハワイにて挙式、12月23日に東京都内のホテルで披露宴を開いた。
2020年2月4日、桐谷が妊娠を公表。同年7月6日、第1子となる男児が誕生したことを両者のインスタグラムにて、それぞれ報告した。なお、具体的な誕生日は記されていない。

## 人物
趣味はサーフィン、ゴルフ、ツーリング。特技はバスケットボール。愛車は『ハーレーダビッドソン FXLRS』。妻の桐谷からは「ぺぺ」と呼ばれることがある。

## 受賞歴
- 第20回ジュノン・スーパーボーイ・コンテスト（2007年） - フォトジェニック賞、理想の恋人賞
- 第34回日本アカデミー賞新人俳優賞（2011年） - 『THE LAST MESSAGE 海猿』[21]

## 出演

### テレビドラマ
- ごくせん 第3シリーズ（2008年4月19日 - 6月28日、日本テレビ） - 神谷俊輔 役
- ごくせん 第3シリーズ 卒業スペシャル（2009年3月28日、日本テレビ） - 神谷俊輔 役
- 恋空（2008年8月2日 - 9月13日、TBS） - ノゾム 役
- ギラギラ（2008年10月17日 - 12月5日、テレビ朝日） - 翔児 役
- タンブリング（2010年4月17日 - 6月26日、TBS） - 月森亮介 役
- トイレの神様（2011年1月5日、毎日放送） - 大介 役
- スクール!!（2011年1月16日 - 3月20日、フジテレビ） - 本木友一 役
- シマシマ（2011年4月22日 - 6月24日、TBS） - 珠蕗涯 役
- マルモのおきて 最終話（2011年7月3日、フジテレビ） - 中津秀一 役 ※特別出演
- 花ざかりの君たちへ〜イケメン☆パラダイス〜2011（2011年7月10日 - 9月18日、フジテレビ） - 中津秀一 役
- ハングリー!（2012年1月10日 - 3月20日、関西テレビ・フジテレビ） - 平塚拓 役
- クレオパトラな女たち（2012年4月18日 - 6月16日、日本テレビ） - 富坂昇治 役
- ビューティフルレイン（2012年7月1日 - 9月16日、フジテレビ） - 勝田秋生 役
- 東京全力少女（2012年10月10日 - 12月19日、日本テレビ） - 玉川大輔 役
- サキ（2013年1月8日 - 3月19日、関西テレビ・フジテレビ） - 新田隼人 役
- ショムニ2013（2013年7月10日 - 9月18日、フジテレビ） - 左門大介 役
- 明日、ママがいない（2014年1月15日 - 3月12日、日本テレビ） - ロッカー 役
- 極悪がんぼ（2014年4月14日 - 6月23日、フジテレビ） - 茸本和磨 役
- ゴーストライター（2015年1月13日 - 3月17日、フジテレビ・関西テレビ） - 小田楓人 役
- ホテルコンシェルジュ（2015年7月7日 - 9月22日、TBS） - 本城和馬 役[22]
- エンジェル・ハート（2015年10月12日 - 12月6日、日本テレビ） - 劉信宏 役[23]
- ダメな私に恋してください（2016年1月12日 - 3月15日、TBS） - 最上大地 役[24]
- 好きな人がいること（2016年7月10日 - 9月19日、フジテレビ） - 柴崎千秋 役 [25]
- 奪い愛、冬（2017年1月20日 - 3月3日、テレビ朝日） - 奥川康太 役[26]
- 警視庁いきもの係（2017年7月9日 - 9月10日、フジテレビ） - 石松和夫 役[27]
- 僕たちがやりました（2017年7月18日 - 9月19日、カンテレ制作・フジテレビ系） - 飯室成男 役
- 正義のセ（2018年4月11日 - 6月13日、日本テレビ） - 大塚仁志 役[28]
- リーガルV〜元弁護士・小鳥遊翔子〜（2018年10月11日 - 12月13日、テレビ朝日系） - 茅野明 役[29][30]
- 教場（2020年1月4日・5日、フジテレビ） - 日下部准 役[31]
  - 教場II（2021年1月3日）[32]
- アライブ がん専門医のカルテ 第3話 - 第7話（2020年1月9日 - 2月20日、フジテレビ） - 関河隆一 役[33]
- M 愛すべき人がいて（2020年4月18日 - 7月4日、テレビ朝日・AbemaTV配信） - 主演・松本正幸 役[34][35][36][37]
- おカネの切れ目が恋のはじまり（2020年9月15日 - 10月6日、TBS） - 早乙女健 役[38][39]
- 時をかけるバンド（2020年10月20日 - 12月22日、フジテレビ） - 亮 役[40]
- 逃亡者（2020年12月5日・6日、テレビ朝日） - 鴨井航 役
- あのときキスしておけば（2021年4月30日 - 6月18日、テレビ朝日） - 高見沢春斗 役[41]
- ハコヅメ〜たたかう！交番女子〜（2021年7月7日 - 9月15日、日本テレビ） - 源誠二 役[42]
- 新・信長公記〜クラスメイトは戦国武将〜（2022年7月24日 - 9月25日、読売テレビ・日本テレビ） - 伊達政宗 役[43]
- ホスト相続しちゃいました（2023年4月18日 - 7月4日、関西テレビ・フジテレビ） - 直樹 役[44][45]
- やわ男とカタ子（2023年8月7日 - 9月25日、テレビ東京） - 主演・小柳睦夫 役[46]
- おっさんずラブ-リターンズ-（2024年1月5日 - 3月1日、テレビ朝日） - 六道菊之助 役[47]
- 大河ドラマ 光る君へ 第11回 - 第39回（2024年3月17日 - 10月13日、NHK） - 藤原伊周 役[48][49]
- 天久鷹央の推理カルテ（2025年4月22日 - 6月24日、テレビ朝日） - 小鳥遊優 役[50]

### テレビバラエティ
- なぁんで昼メシ食いに行くのにこんな時間かけて行くのかなぁ。旅人は矢作＆三浦翔平（2022年9月24日、テレビ東京）
- 人志松本の酒のツマミになる話（2023年4月14日、フジテレビ）
- ごぶごぶ（2024年8月31日、MBSテレビ）[51]
- 何か“オモシロいコト”ないの？（2024年10月14日、フジテレビ）[52]
- だれかtoなかい（2024年11月3日、フジテレビ）[53]

### WEBドラマ
- 会社は学校じゃねぇんだよ（2018年4月21日 - 6月9日、AbemaTV） - 主演・藤村鉄平 役[54][55]
- L 礼香の真実 最終話（2020年7月5日、ABEMA） - 松本正幸 役
- 恋の切れ目がおカネのはじまり? 第3話（2020年9月29日、Paravi） - 早乙女健 役
- 時をかけるバンド（2020年8月19日 - 10月21日、FOD・YOUKU） - 主演・亮 役[56]
- SEIKAの空（2021年5月29日 - 6月12日、TELASA） - 鬼龍院ピーメン 役[57]
- ハコヅメ〜もっとたたかう!町山署の人々〜（2021年9月15日、Hulu） - 主演・源誠二 役
- 君に届け（2023年3月30日、Netflix） - 荒井一市 役[58]

### WEBバラエティー
- 私たち結婚しました（ABEMA） - MC[59]
  - 私たち結婚しました（2021年7月9日 - 9月10日）
  - 私たち結婚しました〜シーズン2〜（2021年11月26日 - 2022年2月4日）
  - 私たち結婚しました〜シーズン3〜（2022年6月3日 - 8月5日）
  - 私たち結婚しました〜シーズン4〜（2022年11月4日 - 2023年1月6日）
- HITOSHI MATSUMOTO presents ドキュメンタル シーズン12 UNLIMITED（2023年5月26日、Amazon Prime Video）

### 映画
- ごくせん THE MOVIE （2009年7月11日公開、東宝） - 神谷俊輔 役
- リアル鬼ごっこ2（2010年6月5日公開、ファントム・フィルム） - 佐藤洋 役
- THE LAST MESSAGE 海猿 （2010年9月18日公開、東宝） - 服部拓也 役
- BRAVE HEARTS 海猿 (2012年7月13日公開、東宝） - 服部拓也 役
- カノジョは嘘を愛しすぎてる（2013年12月14日公開、東宝） - 坂口瞬 役
- ひるなかの流星（2017年3月24日公開、東宝） - 獅子尾五月 役[60]
- 天外者（2019年制作・2020年12月11日公開、ギグリーボックス） - 坂本龍馬 役[61]
- 嘘喰い（2022年2月11日公開、ワーナー・ブラザース映画） - 佐田国一輝 役[62]
- 親のお金は誰のもの 法定相続人（2023年10月6日公開、イオンエンターテイメント / ギグリーボックス） - 主演・城島龍之介 役（比嘉愛未とダブル主演）[63][64]

### 情報番組
- ポップUP!（2022年4月5日 - 、フジテレビ） - 火曜日パーソナリティ[65]

### 携帯ドラマ
- 携帯恋愛ドラマ 100シーンの恋vol.3「ラブソングを君に」（2008年VOLTAGE Inc）[リンク切れ]

### テレビアニメ
- ちびまる子ちゃん（2019年12月8日、フジテレビ） - 青年 役[66]

### 劇場アニメ
- 魔女見習いをさがして（2020年11月13日、東映） - 大宮竜一 役[67]

### ラジオ
- 三浦翔平 It's 翔 time（NACK5、2016年4月6日 - ）

### CM
- Happy Elements「あんさんぶるスターズ!」（2016年）
- 補整下着ボディメイクランジェリーMARUKO「ボディメイクはしないの?編」（2018年）
- ティラミス 専門店「HERO’S」イメージキャラクター（2019年）
- グロップ（2020年12月28日 - ）[68]
- サイバーセキュリティクラウド「ハッカー対策ならサイバーセキュリティクラウド」「ハッカー対策なら攻撃遮断くん」（2022年2月2日 - ）[69]
- CHARIS&Co「soaddicted」アンバサダー（2022年）[70]
- 花キューピット 2025母の日（2025年） - キャンペーンキャラクター[71]

### 舞台
- SAMURAI 7 （2010年11月20日 - 12月5日、青山劇場） - 主演・カツシロウ 役
- 髑髏城の七人 season月 上弦の月（2017年11月23日 - 2018年2月21日 IHIステージアラウンド東京） - 無界屋蘭兵衛 役
- ピカソとアインシュタイン〜星降る夜の奇跡〜（2019年4月25日 - 5月9日東京・よみうり大手町ホール/5月12日大阪・森ノ宮ピロティホール）
- ワケあって火星に住みました〜エラバレシ4ニン〜（2020年5月16日 - 24日東京・サンシャイン劇場/5月30日 - 31日大阪・サンケイホールブリーゼ）※新型コロナウイルス感染拡大防止の為全公演中止
- カーテンズ（2022年2月26日 - 3月13日　東京国際フォーラムホールC）

### モバイル
- 携帯サイト『チャクチャク・エンタメ』
- 三浦翔平公式携帯サイト 『三浦翔平公式携帯サイト』

### 雑誌連載
- JUNON（主婦と生活社）
- duet（集英社）2014年12月号に連載終了
- Myojo（集英社）2014年12月号に連載終了
- 週刊TVガイド（東京ニュース通信社）

## 音楽活動
- CRUDE PLAY（クリプレ）「サヨナラの準備は、もうできていた」 - 映画「カノジョは嘘を愛しすぎてる」にて、実際に結成し、そのボーカルを担当。シングルも発売されている。

## 小説表紙
- 通学シリーズ
  - 通学電車 〜君と僕の部屋〜（著：みゆ、2010年7月30日、コバルト文庫）
  - 通学電車 〜君と僕の部屋〜 (著：みゆ、作画：月島珊瑚、2010年7月30日、マーガレットコミックス）（コミカライズの紙書籍版）
  - 通学風景〈上〉〜君と僕の部屋〜（著：みゆ、2012年7月25日、ピンキー文庫）
  - 通学風景〈下〉〜君と僕の部屋〜（著：みゆ、2012年8月24日、ピンキー文庫）